# مالشیتسه
مالشیتسه (به چکی: Malšice) یک منطقهٔ مسکونی در جمهوری چک است که در منطقه تابور واقع شده‌است. مالشیتسه ۳۸٫۶ کیلومتر مربع مساحت و ۱٬۷۴۷ نفر جمعیت دارد و ۵۰۲ متر بالاتر از سطح دریا واقع شده‌است.